# Aloe rhodesiana
Aloe rhodesiana é uma espécie de liliopsida do gênero Aloe, pertencente à família Asphodelaceae.